# 丰泰基奥
丰泰基奥（義大利語：Fontecchio），是意大利阿奎拉省的一个市镇。总面积16.88平方公里，人口413人，人口密度24.5人/平方公里（2009年）。ISTAT代码为066043。